# Pjesma Eurovizije 1970.
Eurovizija 1970. je bila 15. Eurovizija održana 21. ožujka 1970. u Rai Congrescentrumu, Amsterdam, Nizozemska. Broj država sudionica je bio samo 12 jer su se Finska, Norveška, Portugal, Austrija i Švedska povukle zbog prošlogodišnje Eurovizije i odluke o pobjedniku. Uvedene su kratke razglednice prije svake pjesme. Voditeljica je bila Willy Dobbe.
Pobijedila je Irska za koju je nastupala Dana s pjesmom "All Kinds of Everything".

## Rezultati
| Broj | Zemlja                 | Jezik      | Pjevač                 | Pjesma                        | Pozicija | Bodovi |
| ---- | ---------------------- | ---------- | ---------------------- | ----------------------------- | -------- | ------ |
| 01   | Nizozemska             | nizozemski | Hearts of Soul         | "Waterman"                    | 7.       | 7      |
| 02   | Švicarska              | francuski  | Henri Dès              | "Retour"                      | 4.       | 8      |
| 03   | Italija                | talijanski | Gianni Morandi         | "Occhi di ragazza"            | 8.       | 5      |
| 04   | Jugoslavija            | slovenski  | Eva Sršen              | "Pridi, dala ti bom cvet"     | 11.      | 4      |
| 05   | Belgija                | francuski  | Jean Vallée            | "Viens l'oublier"             | 8.       | 5      |
| 06   | Francuska              | francuski  | Guy Bonnet             | "Marie-Blanche"               | 4.       | 8      |
| 07   | Ujedinjeno Kraljevstvo | engleski   | Mary Hopkin            | "Knock Knock, Who's There?"   | 2.       | 26     |
| 08   | Luksemburg             | francuski  | David Alexandre Winter | "Je suis tombé du ciel"       | 12.      | 0      |
| 09   | Španjolska             | španjolski | Julio Iglesias         | "Gwendolyne"                  | 4.       | 8      |
| 10   | Monako                 | francuski  | Dominique Dussault     | "Marlène"                     | 8.       | 5      |
| 11   | Njemačka               | njemački   | Katja Ebstein          | "Wunder gibt es immer wieder" | 3.       | 12     |
| 12   | Irska                  | engleski   | Dana                   | All Kinds of Everything"'     | 1.       | 32     |

| Pjesma Eurovizije | Pjesma Eurovizije |
| --- | ----------------- |
| |                   |
| 01956. • 1957. • 1958. • 1959. • 1960. 1961. • 1962. • 1963. • 1964. • 1965. • 1966. • 1967. • 1968. • 1969. • 1970. 1971. • 1972. • 1973. • 1974. • 1975. • 1976. • 1977. • 1978. • 1979. • 1980. 1981. • 1982. • 1983. • 1984. • 1985. • 1986. • 1987. • 1988. • 1989. • 1990. 1991. • 1992. • 1993. • 1994. • 1995. • 1996. • 1997. • 1998. • 1999. • 2000. 2001. • 2002. • 2003. • 2004. • 2005. • 2006. • 2007. • 2008. • 2009. • 2010. 2011. • 2012. • 2013. • 2014. • 2015. • 2016. • 2017. • 2018. • 2019. • 2020. 2021. • 2022. • 2023. • 2024. • 2025. |                   |

| Pjesma Eurovizije | Pjesma Eurovizije |
| --- | ----------------- |
| |                   |
| 01956. • 1957. • 1958. • 1959. • 1960. 1961. • 1962. • 1963. • 1964. • 1965. • 1966. • 1967. • 1968. • 1969. • 1970. 1971. • 1972. • 1973. • 1974. • 1975. • 1976. • 1977. • 1978. • 1979. • 1980. 1981. • 1982. • 1983. • 1984. • 1985. • 1986. • 1987. • 1988. • 1989. • 1990. 1991. • 1992. • 1993. • 1994. • 1995. • 1996. • 1997. • 1998. • 1999. • 2000. 2001. • 2002. • 2003. • 2004. • 2005. • 2006. • 2007. • 2008. • 2009. • 2010. 2011. • 2012. • 2013. • 2014. • 2015. • 2016. • 2017. • 2018. • 2019. • 2020. 2021. • 2022. • 2023. • 2024. • 2025. |                   |